# Guido Bobba
Guido Bobba (Cigliano, 30 dicembre 1914 – Sollum, 26 dicembre 1940) è stato un militare e aviatore italiano, asso dell'aviazione con 4 vittorie individuali ottenute nel corso della seconda guerra mondiale e una nel corso della guerra di Spagna. Insignito di tre medaglie d'argento e una di bronzo al valor militare.

## Biografia
Nacque a Cigliano il 30 dicembre 1914, figlio di Antonio. Arruolatosi nella Regia Aeronautica come ufficiale in servizio permanente effettivo, tra l'aprile e il maggio 1937, con il grado di tenente, fu comandante della 367ª Squadriglia Caccia Terrestre. Assegnato all'Aviazione Legionaria partì per combattere nella guerra di Spagna in forza alla 26ª Squadriglia. Durante una grande battaglia aerea tra 25 caccia Fiat C.R.32 nazionalisti e 20 Polikarpov I-15 e 28 Polikarpov I-16 repubblicani, avvenuta il 14 dicembre 1937 nei pressi di Alcañiz, riuscì ad abbattere un caccia che fu designato come Curtiss (si trattava di uno I-15). Rientrato in Italia nel dicembre 1938 assunse il comando della 74ª Squadriglia del 23º Gruppo Caccia Terrestre di stanza a Torino. Nel febbraio 1939 la squadriglia era inquadrata nel 23º Gruppo (maggiore Tito Falconi) del 3º Stormo Caccia Terrestre, allora al comando del colonnello Fortunato Rolando. A partire dal mese di ottobre di quello stesso anno il 23º Gruppo iniziò a riequipaggiarsi con i nuovi Fiat C.R.42 Falco. Dopo la dichiarazione di guerra a Francia e Gran Bretagna, il 10 giugno 1940, iniziarono le operazioni aeree sul fronte occidentale, con il 23º Gruppo che si schierò sul campo d'aviazione di Cervere. Il 15 giugno 1940 il Comando Supremo Militare Italiano ordinò ai 150º, 18º e 23º Gruppo CT di attaccare gli aeroporti francesi di Le Cannet des Maures (2 km a sud-est di Le Luc) e Cuers Pierrefeu (vicino alla base navale di Tolone), in Provenza, con lo scopo di distruggere la forza aerea francese lì presente sul terreno. Durante questa missione fu accreditato della distruzione di tre aerei nemici a terra. Dopo la firma dell'armistizio di Villa Incisa, nel luglio 1940 il 23º Gruppo si trasferì in Sicilia, sull'aeroporto di Comiso, per partecipare agli attacchi contro l'isola di Malta.
Il 9 luglio il 23º Gruppo divenne Autonomo alle dirette dipendenze del Comando Aeronautico della Sicilia e il 12 luglio ebbe luogo la prima missione di scorta ai bombardieri su Malta. Il giorno dopo abbatté un Hawker Hurricane sopra Malta, cui ne seguì un secondo il giorno 23.
Al tramonto del 24 novembre, sei C.R.42 del 23º Gruppo CT attaccarono l'aeroporto di Luqa (chiamato Mikabba dagli italiani) a Malta. I piloti partecipanti all'attacco erano tra i migliori del reparto: maggiore Tito Falconi, comandante di gruppo, tenente Claudio Solaro, capitano Guido Bobba, comandante della 74ª Squadriglia, capitano Ottorino Fargnoli comandante della 70ª Squadriglia, tenente Ezio Maria Monti e sottotenente Domenico Tessera. Attaccando a bassissima quota rivendicarono la distruzione di un bombardiere Vickers Wellington del No.38 RAF Squadron (la macchina dell'ufficiale pilota Timmins) in transito da Marham all'Egitto, la probabile distruzione di un secondo velivolo del No.148 Squadron e significativi danni alle infrastrutture.  Il 26 novembre distrusse un terzo Hawker Hurricane a sud di Malta, e il giorno 28 rivendicò il probabile abbattimento di un altro Hurricane.
Il 16 dicembre 1940 il 23º Gruppo Autonomo (70ª, 74ª e 75ª Squadriglia) con 20 Fiat C.R.42 e tre Caproni Ca.133 giunsero a Tripoli-Castel Benito per aiutare i tentativi di contenere l'Operazione Compass scatenata dai britannici, che stava distruggendo le forze italiane in quel settore. Il 19 dicembre il 23º Gruppo si trasferì all'area di atterraggio Z1 ad Ain el Gazala. Cadde in combattimento il 26 dicembre sopra Sollum. Dopo aver distrutto un Gloster Gladiator del No.3 RAAF Squadron ed averne danneggiati altri tre, il suo aereo venne abbattuto e cadde in mare causando la morte del pilota.
Il maggiore Tito Falconi presentò per lui la proposta di concessione della medaglia d'oro al valor militare alla memoria che non fu accettata e gli venne concessa invece la terza medaglia d'argento al valor militare.

### Fonti
1. 1 2 3 4 5 6 7 8 9 10 11 12 13 14 15 16 17 18  Surfcity.
2. ↑  Ufficio Storico dell'Aeronautica Militare 1977, p. 27.
3. 1 2 3 4  Ufficio Storico dell'Aeronautica Militare 1977, p. 25.
4. ↑  Dunning 1988, p. 30.
5. ↑  Dunning 1988, p. 31.